# 대원여자고등학교
대원여자고등학교(大元女子高等學校)는 대한민국 서울특별시 광진구 중곡동에 위치한 사립 인문계 명문 여자 고등학교로, 1983년에 개교하였다. 음악중점과정, 미술과정, 체육과정 또한 모두 같이 운영되고 있다.
대원여고, 대원남자고등학교, 대원외국어고등학교 3개교는 같은 학교 정문을 사용하며, 정문을 들어서면 건물과 운동장은 여고, 남고, 외고별로 분리되어 있다.

## 학교 연혁
- 1977년 5월 20일 : 학교법인 대원학원 설립 인가
- 1977년 6월 8일 : 설립자 이원희[2] 박사 이사장에 취임
- 1982년 8월 9일 : 장안관(일반 교실 60개) 건축 착공(연건평 1,945평)
- 1982년 10월 13일 : 대원여자고등학교 학년당 12학급 인가
- 1983년 3월 2일 : 설립자 이원희 박사 초대 학교장에 취임
- 1983년 10월 18일 : 학년당 15학급으로 학칙 변경 인가
- 1984년 9월 25일 : 대원여자고등학교 상업과 학년당 10학급 증설 인가
- 1986년 2월 14일 : 제1회 졸업식(712명 졸업)
- 1999년 7월 14일 : 대원여자고등학교 상업과 폐과
- 2000년 10월 18일 : 대원여자고등학교 보통과 13학급, 관악과 1학급으로 학칙 변경 인가
- 2011년 3월 2일 : 예술(음악)중점학교 음악반 2학급 인가
- 2014년 1월 21일 : 보통과 11학급(음악중점학교 2학급 포함), 관악예술과 1학급으로 변경 인가
- 2014년 2월 11일 : 제29회 졸업식(졸업생 누계 27,120명)
- 2017년 3월 1일 : 제9대 이태호 교장 취임
- 2017년 7월 17일 : 관악예술과 학과폐지(학급감축) 교육청 승인
- 2020년 9월 1일 : 제11대 이현숙 교장 취임
- 2022년 2월 9일 : 제37회 졸업식(졸업생 누계 29,749명)

## 참고 자료
- 대원여자고등학교 - 한국교육학술정보원 학교알리미